# Tam Hợp, Bình Xuyên
Tam Hợp là một xã thuộc huyện Bình Xuyên, tỉnh Vĩnh Phúc, Việt Nam.
Xã có diện tích 5,99 km², dân số năm 1999 là 5938 người, mật độ dân số đạt 991 người/km².